# Aleksej Zjigin
Aleksandr Aleksandrovitsj Zjigin (Russisch: Александр Александрович Жигин) (Kazachstan, 12 september 1986) is een voormalig Kazachs schaatser, woonachtig in Nur-Sultan.
Zjigin debuteerde als 15-jarige in World Cup-verband in maart 2002 in Inzell. Bij de WK Junioren in 2006 eindigde hij net naast het podium. Bij de Olympische Winterspelen in Turijn in 2006 werd hij 34e op de 500 meter en 36e op de 1000 meter. Op de Olympische Winterspelen van Sochi in 2014 werd hij 34e op de 1500 meter. Bij het WK Sprint van 2015, in eigen land in Nur-Sultan, kwam hij op de tweede 500m zwaar ten val, nadat hij over zijn eveneens gevallen tegenstander Yang Fan heen viel.

## Records

### Persoonlijke records
| Afstand      | Tijd     | Datum            | Baan           |
| ------------ | -------- | ---------------- | -------------- |
| 500 meter    | 35,66    | 2 november 2013  | Calgary        |
| 1000 meter   | 1.09,07  | 16 november 2013 | Salt Lake City |
| 1500 meter   | 1.45,28  | 18 februari 2011 | Salt Lake City |
| 3000 meter   | 3.52,59  | 21 maart 2006    | Calgary        |
| 5000 meter   | 6.42,55  | 22 maart 2006    | Calgary        |
| 10.000 meter | 14.31,48 | 31 maart 2009    | Tsjeljabinsk   |

## Resultaten
| Jaar | Olympische Spelen  | WK Sprint | WK Afstanden | WK Junioren |
| ---- | ------------------ | --------- | ------------ | ----------- |
| 2002 |                    |           |              | NC38        |
| 2003 |                    |           |              | 15e         |
| 2004 |                    |           |              | 14e         |
| 2005 |                    |           |              | NS4         |
| 2006 | 34e 500m 36e 1000m | 38e       |              | 4e          |
| 2007 |                    | 26e       |              |             |
| 2008 |                    | 34e       |              |             |
| 2009 |                    |           |              |             |
| 2010 |                    |           |              |             |
| 2011 |                    |           | 14e 1500m    |             |
| 2012 |                    |           |              |             |
| 2013 |                    | NC32      |              |             |
| 2014 | 34e 1500m          |           |              |             |
| 2015 |                    | DNF3      |              |             |

NC# = niet gekwalificeerd voor de laatste afstand, maar wel als # geklasseerd in de eindrangschikking
NS# = niet gestart op de # afstand

### Medaillespiegel
| Kampioenschap     | Goud | Zilver | Brons |
| ----------------- | ---- | ------ | ----- |
| Olympische Spelen | 0    | 0      | 0     |
| WK Allround       | 0    | 0      | 0     |
| WK Sprint         | 0    | 0      | 0     |
| WK Junioren       | 0    | 0      | 0     |